# Episodi di Totally Spies! - Che magnifiche spie! (sesta stagione)

Il seguente è l'elenco completo degli episodi della sesta stagione della serie d'animazione Totally Spies:
| Nº | Titolo originale                | Titolo italiano                            | Prima TV originale |
| -- | ------------------------------- | ------------------------------------------ | ------------------ |
| 1  | The Anti-Social Network         | Popolarità in bilico                       | 7 settembre 2013   |
| 2  | Nine Lives                      | Una minaccia felina                        | 30 agosto 2013     |
| 3  | Vide-o-no!                      | Un videogioco pericoloso                   | 4 settembre 2013   |
| 4  | Super Mega Dance Party Yo!      | Il mistero del piede sinistro              | 5 settembre 2013   |
| 5  | Pageant Problems                | Reginetta per sempre                       | 6 settembre 2013   |
| 6  | Grabbing the Bully by the Horns | Il robot vendicatore                       | 9 settembre 2013   |
| 7  | The Wedding Crasher             | Il matrimonio reale                        | 10 settembre 2013  |
| 8  | Celebrity Swipe!                | Il ratto delle celebrità                   | 11 settembre 2013  |
| 9  | Super Sweet Cupcake Company     | I dolci della nonna                        | 12 settembre 2013  |
| 10 | The Dusk of Dawn                | Il cuore fiammeggiante                     | 13 settembre 2013  |
| 11 | Dog Show Showdown               | Il rapitore di cani                        | 16 settembre 2013  |
| 12 | Mandy Doll Mania!               | La mania delle bambole                     | 17 settembre 2013  |
| 13 | Evil Ice Skater                 | La cattiva pattinatrice                    | 18 settembre 2013  |
| 14 | Inferior Designer!              | Un'arredatrice pericolosa                  | 19 settembre 2013  |
| 15 | WOOHP-Ahoy!                     | Pirata all'arrembaggio                     | 20 settembre 2013  |
| 16 | Trent Goes Wild                 | Scorpione per caso                         | 23 settembre 2013  |
| 17 | Little Dude                     | Lo skater nostalgico                       | 24 settembre 2013  |
| 18 | Totally Switched Again          | Scambio di persona                         | 25 settembre 2013  |
| 19 | Clowning Around!                | La donna pagliaccio                        | 26 settembre 2013  |
| 20 | Astro-Not                       | Maree impazzite                            | 27 settembre 2013  |
| 21 | Baddies on a Blimp              | Gita sul dirigibile                        | 30 settembre 2013  |
| 22 | Jungle Boogie                   | Miss supersolari tropicali                 | 1º ottobre 2013    |
| 23 | Danger TV                       | La TV del pericolo                         | 2 ottobre 2013     |
| 24 | Solo Spies                      | La collezionista di spie                   | 3 ottobre 2013     |
| 25 | So Totally Versailles!          | Missione a Parigi! (prima e seconda parte) | 19 giugno 2013     |
| 26 | So Totally Versailles!          | Missione a Parigi! (prima e seconda parte) | 23 giugno 2013     |